# Tweemaal Zes
Tweemaal Zes, in de volksmond TZ genoemd, is een christelijke korfbalvereniging uit Maartensdijk, in de Nederlandse provincie Utrecht. De club is opgericht in 1968 en speelt in witte shirts met oranje broeken/rokken. Tweemaal Zes telt anno 2013 circa 300 leden en heeft de beschikking over twee kunstgrasvelden.

## Geschiedenis
Een eigen veld was er in het begin niet en er werd noodgedwongen gespeeld op een speelweide, omgeven door bomen. Het benodigde materiaal werd vanuit het toenmalige dorpshuis naar de velden vervoerd. De thee voor in de rust werd gezet in een woonhuis en warm naar het veld gebracht.
In 1971 verhuisde Tweemaal Zes naar een stuk geëgaliseerd weiland en in 1972 kreeg Tweemaal Zes voor het eerst een eigen kantine (een oude bouwkeet) en kon er gebouwd worden aan een eigen identiteit.
Met ingang van het seizoen 1993-1994 werd het complex aan de Dierenriem in gebruik genomen. Sinds 2001 is op deze locatie kunstgras in gebruik genomen.
In het seizoen 2005-2006 werd Tweemaal Zes kampioen in de Eerste klasse (veldkorfbal) en promoveerde daarmee voor het eerst in de clubhistorie naar de Overgangsklasse. Een jaar later werd dit succes eveneens in de zaal bewerkstelligd.
In de winter van 2009 bereikte de club haar sportieve hoogtepunt door in het tweede zaalseizoen in de Overgangsklasse met overmacht het kampioenschap te veroveren. Met slechts drie verliespunten in veertien duels (en daarbinnen een ongeslagen reeks van twaalf duels) promoveerde Tweemaal Zes naar de Hoofdklasse.
In het zaalseizoen van 2009-2010 is Tweemaal Zes, in haar debuutjaar in de Hoofdklasse, op een derde plaats geëindigd. Op één competitiepunt verschil (achter DVO uit Bennekom) miste Tweemaal Zes de play-offs voor promotie naar de Korfbal League, de Eredivisie van het korfbal.
In de zomer van 2010 is het gras vervangen voor een tweede kunstgrasveld en het hoofdveld voorzien van een nieuwe toplaag. Met deze uitbreiding van de veldcapaciteit is o.a. de mogelijkheid gecreëerd om de jeugdopleiding verder te ontwikkelen.
Medio 2013 speelt het 1e team van Tweemaal Zes al vijf onafgebroken seizoenen, zowel veld als zaal, minimaal op Overgangsklasse niveau.
In 2022 breidde de vereniging haar sportfaciliteiten uit met de aanleg van een beachkorfbalveld en twee beachvolleybalvelden op het F.J.H. van Eck sportpark, in samenwerking met volleybalvereniging Salvo’67.

## Sportploeg van 2009
Op vrijdag 5 februari 2010 werd Tweemaal Zes verkozen tot Sportploeg van 2009 in gemeente De Bilt. Deze titel kreeg de club op basis van de goede prestaties van de laatste jaren. Zowel op sportief gebied als op maatschappelijk gebied heeft de club zijn sporen verdiend binnen en buiten de gemeentegrenzen. Bijzonder is tevens dat De Bilt kort daarvoor zelf was verkozen tot 'Sportgemeente van Nederland 2009'.

## T-Zide
De supportersvereniging van korfbalvereniging Tweemaal Zes, bekend als de T-Zide, werd opgericht in 2005. Sindsdien heeft de vereniging zich ontwikkeld tot een actieve en betrokken groep fans die het eerste team van TZ ondersteunt tijdens wedstrijden, zowel thuis als uit. Met ongeveer 150 leden draagt De T-Zide bij aan de sfeer langs de zijlijn door middel van spandoeken, trommels en gezamenlijke acties. Naast het aanmoedigen van de spelers organiseert De T-Zide regelmatig activiteiten en evenementen om de band tussen supporters en teams te versterken, zoals busreizen naar uitwedstrijden, thema-avonden en seizoensafsluitingen.